# Albert Brühl
Albert Brühl (* 1964) ist ein deutscher Professor für Methodenlehre und Statistik an der Philosophisch-Theologischen Hochschule Vallendar (PTHV).

## Leben
Brühl studierte von 1984 bis 1989 Psychologie und Betriebswirtschaft in Bonn, wo er 1990 das Diplom in Psychologie an der Universität Bonn erwarb. 1990 gründete er das Sozialpsychologische Institut (SPI) Köln mit Herbert Feser. Im SPI Köln führte er von 1990 bis 2009 insgesamt 22 Auftragsforschungs- und Beratungsprojekte aus. Von 1992 bis 2010 hatte er Lehraufträge für Methoden der empirischen Sozialforschung in Aachen und Köln. Nach der Promotion 2003 in Osnabrück bei Hildegard Müller-Kohlenberg mit den Fallgruppen Sozialer Arbeit wurde Brühl 2008 zum Professor für Statistik und standardisierte Verfahren an der PTH Vallendar berufen. Seit Februar 2021 ist er Gründungsdekan der Humanwissenschaftlichen Fakultät an der PTH Vallendar.

## Schriften (Auswahl)
Bücher:
- Fallgruppen der Sozialarbeit (FdS) als Antwort auf die Einführung der diagnosis related groups in Akut-Krankenhäusern (= Forschung und Entwicklung in der Sozialwirtschaft. Band 3). Nomos, Baden-Baden 2004, ISBN 3-8329-0488-3, (zugleich Dissertation, Osnabrück 2003).
- Innovationen in Qualität bei variierender Fachkraftquote. Projektbericht 2017–2020. Nomos, Baden-Baden 2021, ISBN 978-3-8487-8169-0.
- mit D. Reichert: Statistik für Pflege, Soziale Arbeit und Humanwissenschaften. Nomos, Baden-Baden 2021, ISBN 978-3-7489-2465-4. DOI:10.5771/9783748924654
- mit K. Fried (Hrsg.): Innovative Statistik in der Pflegeforschung. Lambertus, Freiburg 2020.
- mit K. Planer: PiBaWü – Zur Interaktion von Pflegebedürftigkeit, Pflegequalität und Personalbedarf. Lambertus, Freiburg 2019.

Artikel:
- mit H. Sappok-Laue, S. Lau, P. Christ-Kobiela, J. Müller, B. Sesterhenn-Ochtendung, R. Stürmer-Korff, A. Stelzig, M. Lobb, W. Bleidt: Indicating Care Process Quality: A Multidimensional Scaling Analysis. In: Journal of Nursing Measurement. Volume 30, Number 2, 2021. (Advance online publication) doi:10.1891/JNM-D-20-00096
- Mehr Fachkräfte führen zu differenzierterer Pflege. Erste Ergebnisse des Projekts "Innovationen in Qualität bei variierender Fachkraftquote" (InQuaFa). In: Carekonkret. 25|20, 2020, S. 6.
- Ohne Pflegefachkräfte keine Pflegequalität. In: Neue Caritas. 11|20, 2020, S. 9–12.
- Was können Assessmentinstrumente leisten? In: Case Management. 04, 2019, S. 173–179.